# OSS 117 prend des vacances
Pour plus de détails, voir Fiche technique et Distribution.
OSS 117 prend des vacances est un film français réalisé par Pierre Kalfon, sorti le 4 février 1970.

## Synopsis
Lorsqu'un groupe fasciste décide d'éliminer toute la population de Cuba, OSS 117 se voit contraint d'ajourner la période de repos qu'il désirait s'octroyer.

## Fiche technique
- Titre : OSS 117 prend des vacances
- Réalisation : Pierre Kalfon
- Scénario : Pierre Kalfon et Pierre Philippe (dialoguiste) d'après Vacances pour OSS 117 de Josette Bruce aux Presses de la Cité
- Production : Films Number One, Inducine (Rome), Vera Cruz Films (Brésil)
- Musique : André Borly
- Photographie : Étienne Becker
- Assistant metteur en scène : Jean Pierre-Michel
- Pays d'origine : France, Italie, Brésil
- Genre : Espionnage
- Durée : 90 minutes
- Date de sortie : le 4 février 1970

## Distribution
- Luc Merenda : Hubert Bonisseur de La Bath, alias OSS 117
- Elsa Martinelli : Elsa
- Edwige Feuillère : Comtesse de Labarthe
- Geneviève Grad : Paulette
- Norma Bengell : Anne
- Rossana Ghessa : Anna
- Sérgio Hingst : Santovski
- Tarcísio Meira : Killer
- Jess Morgane : Balestri
- Pierre Philippe
- Yann Arthus-Bertrand : Yann
- Jorge Luis Costa : Flavio
- Almir de Freitas : Joao
- Vittorio Rubello : Marcello
- Marie-Laure Lacombe : Diane
- Enzo Musumeci Greco

## Autour du film
- Il s'agit de la dernière aventure sur grand écran de l'espion OSS 117 jusqu'à la sortie du film OSS 117 : Le Caire, nid d'espions de Michel Hazanavicius en 2006.
- Ce film est indépendant et n'est pas en continuité avec les films précédemment produits, Luc Merenda est le seul acteur français avec Jean Dujardin à avoir incarné Hubert Bonisseur de La Bath alias OSS 117, les autres étaient américains et Ivan Desny était suisse. Michel Piccoli ne compte pas vraiment vu que le nom d'OSS 117 n'a pas été utilisé dans Le Bal des espions qui est une adaptation libre.
- Le film fut partiellement censuré : la scène du bain de minuit d'OSS 117 fut jugée trop licencieuse et le ministre des Affaires culturelles Edmond Michelet exigea la coupure de la scène qu'accepta son réalisateur Pierre Kalfon[1].